# Línea 5 del Metro de Santiago
La Línea 5 es una de las siete líneas que conforman el Metro de Santiago en Chile. Tiene 30 estaciones y 29,7 kilómetros construidos en diez comunas. Está conectada con las líneas 1 en Baquedano y San Pablo, 2 en Santa Ana, 3 en Plaza de Armas e Irarrázaval, 4 en Vicente Valdés y 6 en Ñuble. Para 2028 hará lo mismo con la Línea 7 en Baquedano. El color distintivo es el verde. 
En 2021 representó el 18,1 % del total de viajes realizados en la red de Metro, siendo la segunda más utilizada después de la Línea 1.
Es una de las líneas de metro más largas del mundo y el tiempo aproximado de viaje entre Vicente Valdés y Plaza de Maipú es de 50 minutos.

## Historia

### Antecedentes y construcción
La línea 5 original de 1968 iría desde Quilicura hacia Maipú ocupando la faja ferroviaria existente y que era usada por los antiguos ferrocarriles de Circunvalación, el Ramal Santiago-Cartagena y el Ferrocarril Santiago-Valparaíso. Habría sido de carácter suburbano, junto con la Línea 4 original (actual Tren Nos-Estación Central). Su tramo se iniciaría al sur de la estación Quilicura, siguiendo al sur hasta la estación Yungay, virando hacia el oriente después de esta. Luego de combinar con la Línea 2 en la estación Mercado Persa, la Línea 3 en Mapocho y la Línea 1 en Baquedano, seguiría su trazado al sur por el Parque Bustamante y los talleres de San Eugenio, virando hacia el poniente (cerca de la actual estación Ñuble) hacia Maipú, con detenciones en lugares como Franklin (combinando nuevamente con la Línea 2), alguna parada que combine con el Metrotren, la ex FISA y la Plaza de Maipú, entre otras. Finalmente tras los hechos acontecidos en la década de 1980 y los estudios realizados por autoridades de transporte de la época, se desechó el proyecto BCEOM-SOFRETU-CADE y por consecuencia esta versión de la Línea 5.
Luego de varias propuestas presentadas a partir de 1989 (cuando se entrega el "Anteproyecto Técnico de la Línea 5"), el 30 de agosto de 1991 el gobierno de Patricio Aylwin anunció la construcción de la Línea 5, aceptando un proyecto presentado por Alsthom que tenía una rentabilidad social de un 13,2 % (superior al 12 % exigido) y una demanda promedio estimada de 16 000 pasajeros por hora en cada sentido. El gobierno francés actuó de manera importante para apoyar el financiamiento de la construcción, firmando protocolos de cooperación con su contraparte chilena en la ciudad de París, el 30 de junio de 1993. El protocolo otorgó un financiamiento máximo de 580 millones de francos repartidos en préstamos directos del Tesoro y diversos créditos bancarios, a los que sumaron 31 millones adicionales en 1995.
Al año siguiente, se entregó un estudio llamado “Análisis y Estudio de Alternativas de Trazado Línea 5”, que presenta tres alternativas, las cuales diferían principalmente por el tramo al norte de los talleres hasta la conexión con la Línea 1. El proyecto A se basaba en el presentado en 1989 y permitía que si en el futuro se reactivaba la Línea 3, se podría utilizar el tramo común en forma conjunta. El proyecto B iba por debajo del Parque Bustamante para conectar con la Línea 1 en la estación Baquedano. El proyecto C, en tanto, era similar al B pero continuaba entre Baquedano y estación Los Héroes como operación cojunta a la Línea 1. Finalmente, el proyecto D era idéntico al proyecto B, pero continuaba desde Baquedano hasta Puente Cal y Canto por debajo del Parque Forestal, recorriendo 12,5 km y contaría con 14 estaciones.
|                                    |
| Propuesta A: 12 km, 15 estaciones. |

|                                      |
| Propuesta B: 10,5 km, 12 estaciones. |

|                                                                                                   |
| Propuesta C: 10,7 km, 11 estaciones (más 2,8 km y 5 estaciones en forma conjunta con la Línea 1). |

|                                                                                              |
| Propuesta D: similar a la propuesta B, pero extendida hasta Puente Cal y Canto (adaptación). |

Las propuestas generaron un inmenso debate, especialmente debido al rechazo de los habitantes en el entorno del Parque Bustamante a la intervención y posible destrucción de este. El gobierno finalmente decidió cambiar su proyecto original y eligió la alternativa B, que tenía una rentabilidad de 14,7 % y una demanda de 18 000 pasajeros por hora y sentido, la cual tenía un costo presupuestado de 14 892,9 mil UF. Así, el 27 de enero de 1994 comenzó la construcción de la Línea 5, en los terrenos de la actual estación Santa Isabel. Para evitar el rechazo de los vecinos, la construcción utilizó el denominado NATM («Nuevo método de tunelaje austríaco») que reducía de forma importante las interrupciones superficiales de tráfico y unas 90 especies arbóreas nativas del Parque Bustamante fueron trasladadas a un vivero especial ubicado en el mismo parque. La línea se construyó de forma subterránea entre Baquedano y los talleres de San Eugenio, donde emerge y continúa en viaducto hasta la estación Bellavista de La Florida. El viaducto fue construido entre los meses de noviembre de 1994 y diciembre de 1996, con una longitud total de 5948 m.
Poco antes de la inauguración del primer tramo de la Línea 5, el 11 de enero de 1997 se iniciaron las obras de construcción de la extensión de la línea hasta la estación Santa Ana, pasando por el centro histórico de Santiago a través de las calles Monjitas y Catedral.

### Apertura y extensiones

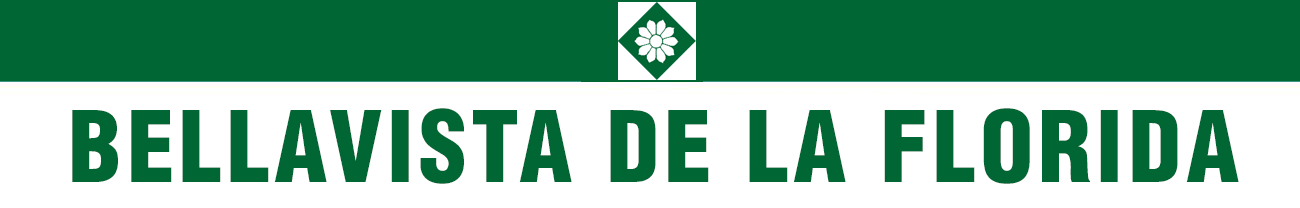
Cenefa antigua utilizada en los andenes en 1997.

Fue inaugurada el 5 de abril de 1997 por el presidente Eduardo Frei Ruiz-Tagle, desde las estaciones Baquedano a Bellavista de La Florida, usando el recorrido norte del Ferrocarril del Llano de Maipo, activo entre 1893 y 1963. Fue la primera línea de metro en Chile que se construyó con tramos en viaducto elevado, lo que constituyó una novedad para la ciudad. Además, durante los primeros años de servicio se utilizaron los modernos trenes Alstom NS-93 de origen francés. La Línea 5 enseguida tuvo muchos adeptos por la disminución del tiempo de viaje en el eje Vicuña Mackenna, la modernidad, comodidad y limpieza que brindaba Metro también contribuyeron a este éxito. El tramo comprendido por Mirador y Ñuble está en viaducto elevado, el resto está de modo subterráneo.

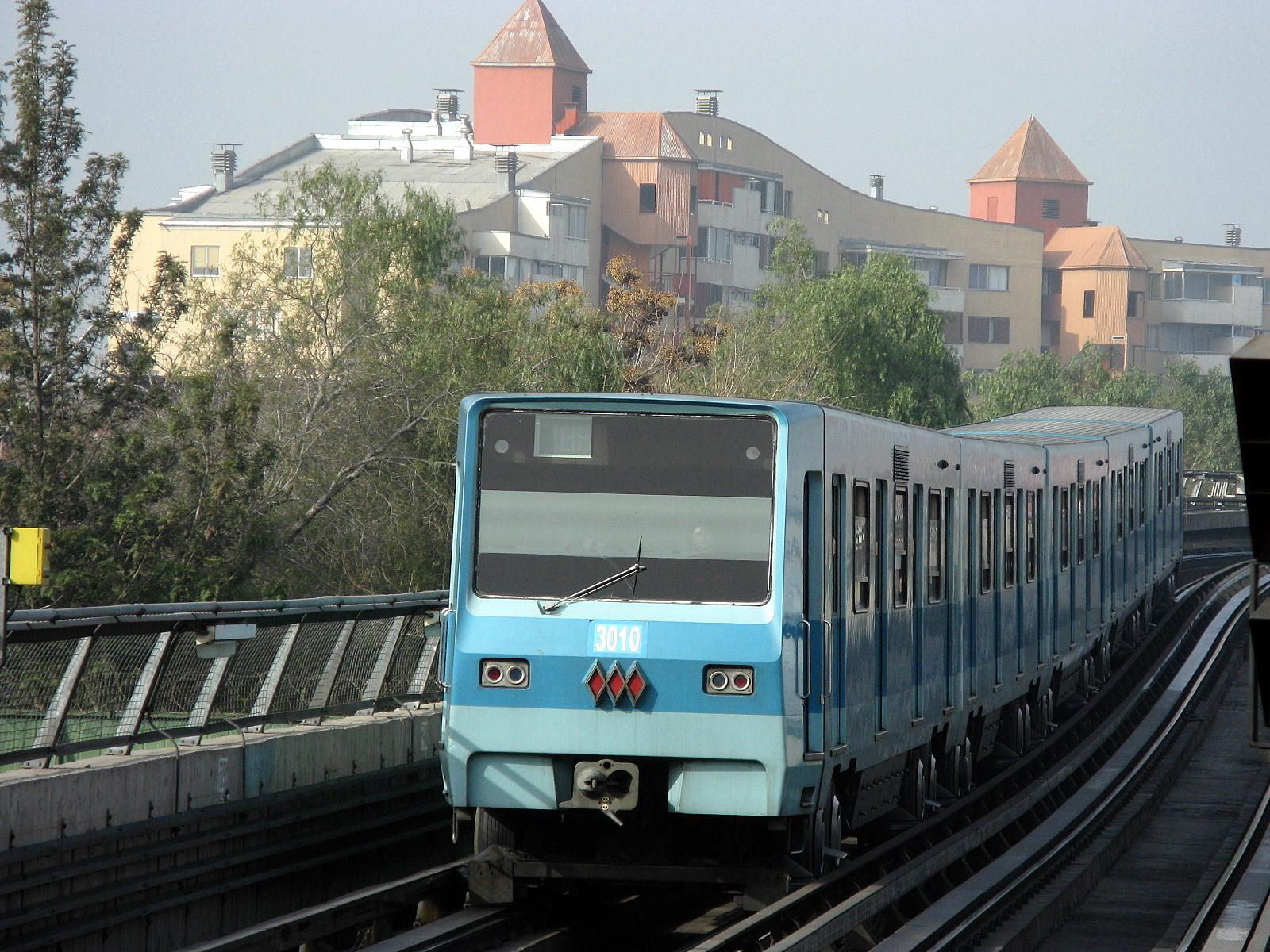
Tren NS-74 en la Línea 5 del Metro de Santiago.

Luego, el 4 de marzo de 2000 se extiende desde la estación Baquedano hasta la estación Santa Ana hacia el poniente. Con esta extensión se logra llegar a la Plaza de Armas de la ciudad, y tener un punto de combinación con la Línea 2. Se acortaron enormemente los tiempos de viaje en la calle Compañía (siempre había embotellamientos/tacos). 
El 31 de marzo de 2004 fueron abiertas al público las estaciones Quinta Normal y Cumming. La estación Quinta Normal es una de las más amplias de la red de Metro, además posee espacios culturales y está conectada con el Parque Quinta Normal.
Finalmente, el 30 de noviembre de 2005, se inaugura la estación Vicente Valdés sirviendo además de combinación con la Línea 4, con la llegada de Línea 4 el enorme flujo de pasajeros no se concentraría en Bellavista de La Florida sino que en Vicente Valdés, porque ésta comunicaría a la gente de Puente Alto con la línea.
El 15 de noviembre de 2005 se anunció oficialmente la construcción de la extensión a Maipú (aunque en ese momento se habló de una nueva línea y no de la continuación de la línea 5). El nuevo tramo tendrá una longitud de 14,2 km y unirá la Plaza de Maipú con la Quinta Normal, contemplando la construcción de un total de 11 estaciones (8 subterráneas y 3 en superficie). Su costo estimado alcanza a $400 mil millones de pesos chilenos. La demanda total estimada anual será de 84 millones de viajes, de los cuales 50 millones corresponderán a viajes adicionales que hoy no se realizan en la red de Metro. Los trabajos comenzaron el 25 de enero de 2007, finalizando la primera fase de construcción (excavación de 16 piques de trabajo) el 25 de febrero de 2008. La segunda fase contempló la construcción de túneles y estaciones (sólo trabajo subterráneo), más el inicio de las obras de las tres estaciones en superficie (viaducto).
El 17 de noviembre de 2008 comenzó a funcionar el servicio expreso.
El 12 de enero de 2010 se inauguró el primer tramo hacia el poniente hasta Pudahuel, y según cronograma establecido por Metro, se inaugure la extensión hacia el sur hasta la Plaza de Maipú a fines de enero de 2011. La «marcha blanca» oficial de esta extensión comenzó el lunes 3 de enero de 2011, cuando los trenes circularon sin pasajeros hasta la inauguración oficial de la extensión el 3 de febrero de 2011.

### Estallido social

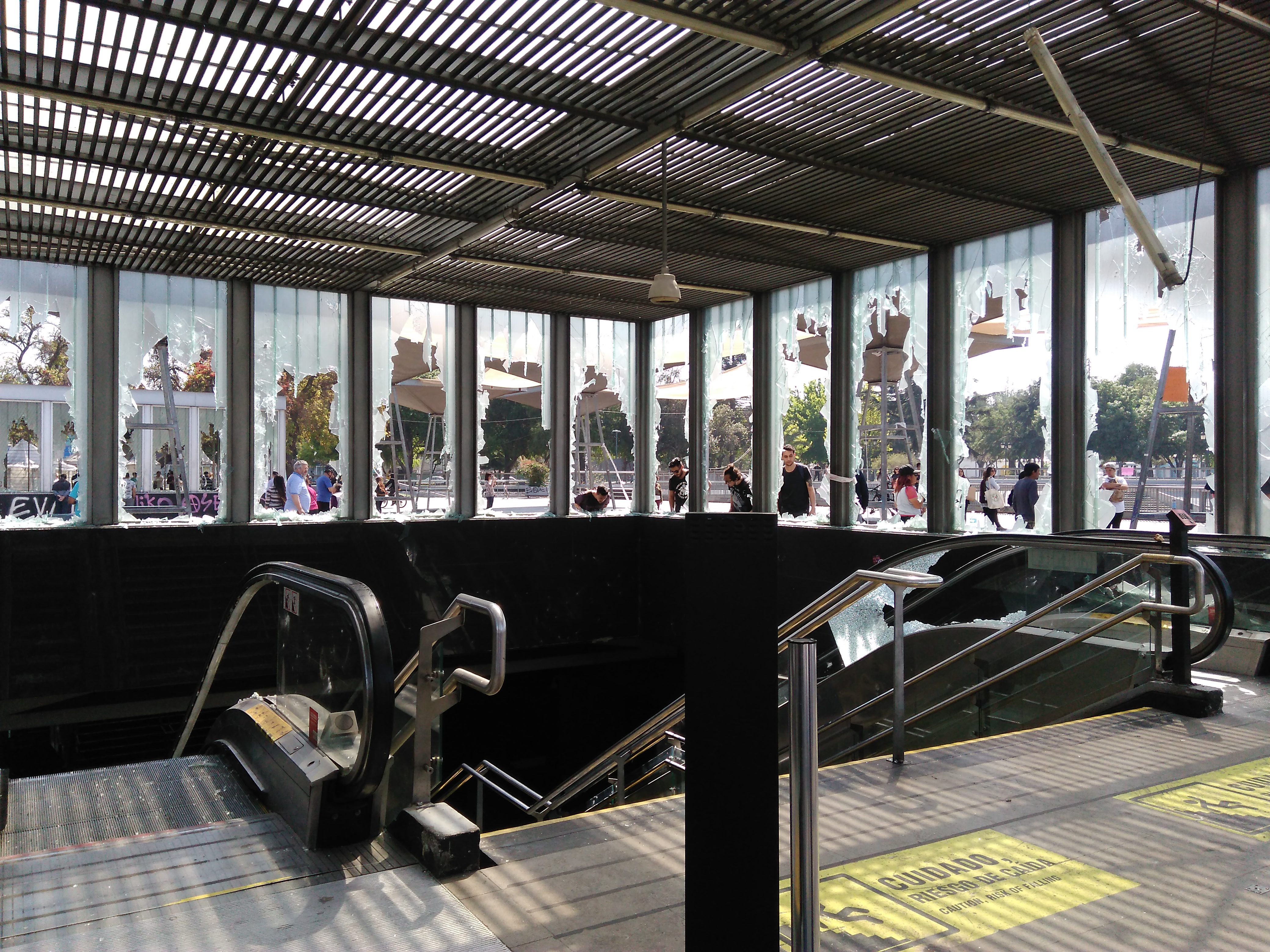
Acceso sur de la estación Plaza de Maipú destruido durante el estallido social.

En octubre de 2019, producto de las protestas originadas por el alza de la tarifa del metro, la red sufrió distintos disturbios en sus estaciones; producto de ello, las estaciones Gruta de Lourdes, Barrancas, Las Parcelas, Pedrero, Cumming, San Joaquín, Pudahuel, Laguna Sur, Del Sol y Plaza de Maipú sufrieron incendios parciales a nivel de la mesanina, por lo que se estima que el restablecimiento del servicio en dichas paradas sería de entre 1 a 2 meses.
La Línea 5 reinició sus servicios el 25 de octubre, con detenciones sólo en las estaciones Quinta Normal, Bellas Artes, Irarrázaval, Carlos Valdovinos, Bellavista de La Florida y Vicente Valdés; 3 días después fueron reabiertas Santa Ana, Santa Isabel, Camino Agrícola y Mirador; el 4 de noviembre fueron reabiertas Plaza de Armas y Rodrigo de Araya, mientras que dos días después se incluyeron detenciones en las estaciones Parque Bustamante y Ñuble (inicialmente sólo para combinación con Línea 6). El 18 de noviembre fue reabierta la estación San Joaquín, mientras que el 21 del mismo mes fueron reabiertas Gruta de Lourdes, Blanqueado, Lo Prado y Pudahuel.
El 30 de diciembre reanudó sus servicios la estación San Pablo, mientras que el 2 de marzo de 2020 reabrió sus puertas Ñuble para entrada y salida de pasajeros. El 8 de abril volvió a estar operativa la estación Baquedano, inicialmente solo para combinación con la Línea 1 hasta el 4 de mayo, fecha en la que fueron reabiertos algunos accesos (D y E). El 11 de mayo reanudaron sus servicios las estaciones Cumming y Pedrero, mientras que el 28 de julio fueron reabiertas las estaciones Plaza de Maipú, Santiago Bueras, Monte Tabor y Barrancas. El 24 de agosto fue reabierta la estación Del Sol y una semana después la estación Las Parcelas. Finalmente, la Línea 5 volvió a estar operativa en su totalidad el 7 de septiembre de 2020, con la reapertura de la estación Laguna Sur.

## Propuestas de extensión
Se pretende la extensión de la línea por el sector surponiente llegando hasta Camino a Melipilla donde existirá una posible combinación con el futuro proyecto de Metrotren Melipilla. El proyecto del Metrotrén consideró en su momento una  estación, estación Pajaritos, ubicada en la intersección de Camino a Melipilla y Avenida Pajaritos; sin embargo, esta estación fue descartada del proyecto a causa del plano regulador comunal. Esta misma razón implicaría que también una extensión de la línea 5 no es actualmente posible de ejecutar en la zona.[cita requerida]

## Estaciones
Las estaciones, en el sentido surponiente-centro-suroriente, son las siguientes:
| Estación                 | Inauguración            | [ 36 ]                     | Ubicación                                                  | Comuna                          | Comb.                   | Estación                         | Tipo de estación | Rutas          |
| ------------------------ | ----------------------- | -------------------------- | ---------------------------------------------------------- | ------------------------------- | ----------------------- | -------------------------------- | ---------------- | -------------- |
| Plaza de Maipú           | 3 de febrero de 2011    | Acceso para discapacitados | Av. Pajaritos con Av. 5 de Abril                           | Maipú                           |                         | Terminal                         | Subterránea      | Estación Común |
| Santiago Bueras          | 3 de febrero de 2011    | Acceso para discapacitados | Av. Pajaritos con Rafael Riesco                            | Maipú                           |                         | De paso                          | Subterránea      |                |
| Del Sol                  | 3 de febrero de 2011    | Acceso para discapacitados | Av. Pajaritos con Av. Américo Vespucio                     | Maipú                           |                         | De paso                          | Subterránea      |                |
| Monte Tabor              | 3 de febrero de 2011    | Acceso para discapacitados | Av. Pajaritos con Monte Tabor                              | Maipú                           |                         | De paso                          | Elevada          |                |
| Las Parcelas             | 3 de febrero de 2011    | Acceso para discapacitados | Av. Pajaritos con Arquitecto Hugo Bravo                    | Maipú                           |                         | De paso                          | Elevada          |                |
| Laguna Sur               | 3 de febrero de 2011    | Acceso para discapacitados | Av. Teniente Cruz con Av. Laguna Sur                       | Pudahuel                        |                         | De paso                          | Elevada          | Estación Común |
| Barrancas                | 3 de febrero de 2011    | Acceso para discapacitados | Av. Teniente Cruz con Av. General Óscar Bonilla            | Pudahuel                        |                         | De paso                          | Subterránea      |                |
| Pudahuel                 | 12 de enero de 2010     | Acceso para discapacitados | Av. San Pablo con Av. Teniente Cruz                        | Pudahuel                        |                         | De paso                          | Subterránea      | Estación Común |
| San Pablo                | 12 de enero de 2010     | Acceso para discapacitados | Av. San Pablo con Av. Neptuno                              | Lo Prado                        | Combinación con Línea 1 | De combinación                   | Subterránea      | Estación Común |
| Lo Prado                 | 12 de enero de 2010     | Acceso para discapacitados | Av. San Pablo con Santa Olga                               | Lo Prado                        |                         | De paso                          | Subterránea      |                |
| Blanqueado               | 12 de enero de 2010     | Acceso para discapacitados | Av. San Pablo con Av. Sergio Valdovinos                    | Quinta Normal                   |                         | De paso                          | Subterránea      |                |
| Gruta de Lourdes         | 12 de enero de 2010     | Acceso para discapacitados | Av. San Pablo con Patria Nueva                             | Quinta Normal                   |                         | De paso                          | Subterránea      |                |
| Quinta Normal            | 31 de marzo de 2004     | Acceso para discapacitados | Catedral con Av. Matucana                                  | Santiago                        |                         | De paso                          | Subterránea      |                |
| Cumming                  | 31 de marzo de 2004     | Acceso para discapacitados | Catedral con Av. Ricardo Cumming                           | Santiago                        |                         | De paso                          | Subterránea      |                |
| Santa Ana                | 2 de marzo de 2000      | Acceso para discapacitados | Catedral con San Martín                                    | Santiago                        | Combinación con Línea 2 | De combinación                   | Subterránea      | Estación Común |
| Plaza de Armas           | 2 de marzo de 2000      | Acceso para discapacitados | Catedral con Paseo Ahumada y Compañía                      | Santiago                        | Combinación con Línea 3 | De combinación                   | Subterránea      | Estación Común |
| Bellas Artes             | 2 de marzo de 2000      | Acceso para discapacitados | Monjitas con Mosqueto                                      | Santiago                        |                         | De paso                          | Subterránea      | Estación Común |
| Baquedano                | 5 de abril de 1997      | Acceso para discapacitados | Av. General Bustamante con Av. Providencia                 | Providencia                     | Combinación con Línea 1 | De combinación Desde 2028: Comb. | Subterránea      | Estación Común |
| Parque Bustamante        | 5 de abril de 1997      | Acceso para discapacitados | Av. General Bustamante con Av. Francisco Bilbao            | Providencia                     |                         | De paso                          | Subterránea      |                |
| Santa Isabel             | 5 de abril de 1997      | Acceso para discapacitados | Av. General Bustamante con Av. Santa Isabel                | Providencia                     |                         | De paso                          | Subterránea      |                |
| Irarrázaval              | 5 de abril de 1997      | Acceso para discapacitados | Av. General Bustamante con Av. Irarrázaval                 | Ñuñoa                           | Combinación con Línea 3 | De combinación                   | Subterránea      | Estación Común |
| Ñuble                    | 5 de abril de 1997      | Acceso para discapacitados | Av. Carlos Dittborn con Av. Vicuña Mackenna y San Eugenio  | Ñuñoa                           | Combinación con Línea 6 | De combinación                   | Superficial      | Estación Común |
| Rodrigo de Araya         | 5 de abril de 1997      | Acceso para discapacitados | Av. Vicuña Mackenna con Santa Elena y Juan Mitjans         | San Joaquín y Macul             |                         | De paso                          | Elevada          |                |
| Carlos Valdovinos        | 5 de abril de 1997      | Acceso para discapacitados | Av. Vicuña Mackenna con Av. Quilín y Av. Carlos Valdovinos | San Joaquín y Macul             |                         | De paso                          | Elevada          |                |
| Camino Agrícola          | 5 de abril de 1997      | Acceso para discapacitados | Av. Vicuña Mackenna con Escuela Agrícola y El Pinar        | San Joaquín y Macul             |                         | De paso                          | Elevada          |                |
| San Joaquín              | 5 de abril de 1997      | Acceso para discapacitados | Av. Vicuña Mackenna con Raquel                             | San Joaquín y Macul             |                         | De paso                          | Elevada          |                |
| Pedrero                  | 5 de abril de 1997      | Acceso para discapacitados | Av. Vicuña Mackenna con Av. Departamental                  | San Joaquín, Macul y La Florida |                         | De paso                          | Elevada          |                |
| Mirador                  | 5 de abril de 1997      | Acceso para discapacitados | Av. Vicuña Mackenna con Mirador Azul                       | La Florida                      |                         | De paso                          | Elevada          |                |
| Bellavista de La Florida | 5 de abril de 1997      | Acceso para discapacitados | Av. Vicuña Mackenna con El Cabildo                         | La Florida                      |                         | De paso                          | Subterránea      | Estación Común |
| Vicente Valdés           | 30 de noviembre de 2005 | Acceso para discapacitados | Av. Vicuña Mackenna con Av. Vicente Valdés                 | La Florida                      | Combinación con Línea 4 | Terminal y de combinación        | Subterránea      | Estación Común |

## Operación expresa
Consiste en la detención alternada de los trenes en las estaciones. Se identifican por los colores rojo y verde, poseyendo estaciones de detención común. Opera de lunes a viernes, excepto festivos, desde las 6:00 a 9:00 y de 18:00 a 21:00 horas en ambas direcciones de la red.

## Ficha técnica

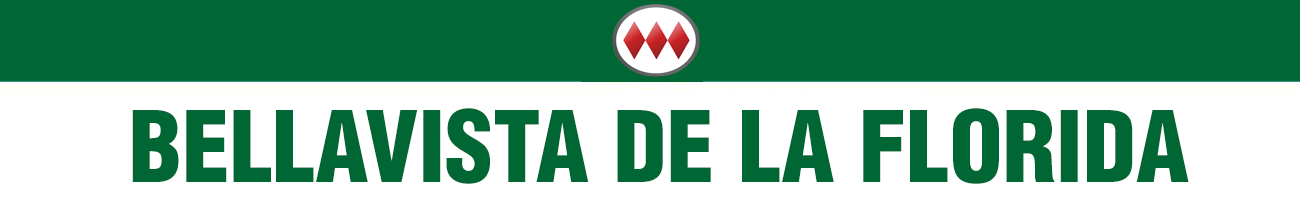
Cenefa utilizada actualmente en los andenes de la Línea 5.

- Nombre: Línea 5: Plaza de Maipú-Vicente Valdés
- Trazado:
  - Avenida Los Pajaritos: 5 estaciones.
  - Avenida Teniente Cruz: 2 estaciones.
  - Avenida San Pablo: 5 estaciones.
  - Calle Catedral: 4 estaciones.
  - Calle Monjitas: 1 estación.
  - Avenida General Bustamante: 4 estaciones.
  - Avenida Vicuña Mackenna: 9 estaciones.

- Método constructivo:
  - Plaza de Maipú-Del Sol: Túnel.
  - Monte Tabor-Laguna Sur: Viaducto.
  - Barrancas-Irarrázaval: Túnel.
  - Ñuble: Trinchera.
  - Rodrigo de Araya-Mirador: Viaducto.
  - Bellavista de La Florida-Vicente Valdés: Túnel.

- Fechas de entrega:
  - Baquedano-Bellavista de La Florida: 5 de abril de 1997
  - Santa Ana-Bellas Artes: 2 de marzo de 2000
  - Quinta Normal-Cumming: 31 de marzo de 2004
  - Vicente Valdés: 30 de noviembre de 2005
  - Pudahuel-Gruta de Lourdes: 12 de enero de 2010.
  - Plaza de Maipú-Barrancas: 3 de febrero de 2011.

## Material rodante
El material rodante utilizado por Metro de Santiago en esta línea consiste en trenes de rodadura neumática. Estos pertenecen a los modelos NS-74, NS-93 y NS-2016 compuestos por 6 y 7 coches.
Poseen sistema de pilotaje automático SACEM. Dicho sistema se encuentra instalado en uno de los coches remolques del tren NS-74, denominado coche P. Mientras que en el modelo NS-93 y NS-2016 está instalado en un coche motriz, denominado NP.
El 9 de noviembre de 2020 ingresaron a la línea los trenes NS-2016. Estos reemplazarán parte de la flota de trenes NS-74 que ya cumplieron su vida útil.